# Prosopocoilus bison tesserarius
Prosopocoilus bison tesserarius es una subespecie de coleóptero de la familia Lucanidae.

## Distribución geográfica
Habita en Ambon, Seram y Nueva Guinea.